# Octopath Traveler
Octopath Traveler (オクトパス トラベラー?, Okutopasu Toraberā) è un videogioco di ruolo alla giapponese del 2018 sviluppato da Square Enix, in collaborazione con Acquire, e pubblicato fuori dal Giappone da Nintendo. Il gioco è stato distribuito in tutto il mondo il 13 luglio 2018. In meno di un mese dalla pubblicazione, il gioco ha venduto un milione di copie in tutto il mondo. L'8 marzo 2019 è annunciato un prequel per mobile, Octopath Traveler: Champions of the Continent, pubblicato il 21 luglio 2022, assieme a un sequel intitolato Octopath Traveler II, quest'ultimo disponibile su Nintendo Switch, PlayStation 4, PlayStation 5 e Microsoft Windows.

## Modalità di gioco

Il gioco presenta personaggi a 16 bit immersi in ambienti poligonali ad alta definizione

Octopath Traveler è un omaggio ai videogioco di ruolo pubblicati negli anni '90 su Super Nintendo Entertainment System (in particolare il team di sviluppo lo ha descritto come un "successore spirituale" di Final Fantasy VI);  lo stesso stile grafico, definito "HD-2D", è una combinazione di ambienti poligonali ed effetti in alta definizione con sprite a 16 bit per i personaggi. A livello meccanico, i giocatori controllano una compagnia di otto avventurieri, di cui quattro possono essere schierati in campo e quattro restano nelle retrovie; ogni personaggio ha una diversa classe (cioè professione) che ne determina le capacità e il ruolo entro il gruppo. Il gioco si svolge in due diversi tipi di ambienti: le città e le aree selvagge. Nelle città è possibile comprare equipaggiamenti, far riposare il gruppo, cambiare i personaggi in campo e interagire con gli abitanti attraverso le Azioni di Viaggio, dei comandi speciali che variano da personaggio a personaggio: Olberic e H'aanit possono sfidare a duello i cittadini, Cyrus e Alfyn possono scoprire informazioni utili, Tressa e Therion possono acquisire oggetti, Ophilia e Primrose possono convincere gli abitanti a unirsi al gruppo come assistenti. Le Azioni di Olberic, Alfyn, Tressa e Ophilia, dette Nobili, hanno sempre successo ma possono essere attivate solo se il personaggio è abbastanza potente o il gruppo possiede abbastanza denaro; quelle corrispondenti di H'aanit, Cyrus, Therion e Primrose (le Azioni Disonorevoli), hanno invece una percentuale di riuscita, pertanto possono avere effetto su abitanti troppo potenti o costosi per le Azioni Nobili – ma se falliscono compromettono la reputazione del gruppo.
Nelle aree selvagge (strade e dungeon) il gruppo può affrontare mostri e nemici umani nell'ambito di battaglie a turni: nel proprio turno ciascun personaggio può attaccare i mostri con una delle proprie armi, attivare una delle proprie abilità di classe (attacchi magici, benefici per i compagni e penalità per i nemici), usare un oggetto consumabile o mettersi in difensiva. Alla fine di ogni turno ogni personaggio riceve un Punto Potere, fino a un massimo di cinque, e durante il proprio turno ne può spendere fino a tre per potenziare la propria azione: gli attacchi con armi colpiscono più volte di seguito, gli attacchi magici sono più potenti, i benefici e penalità durano più a lungo. Ogni tipo di mostro e nemico umano, inoltre, è vulnerabile a determinate armi o magie ed ha associato un contatore di scudi: esso scende di un punto per ogni attacco cui il mostro è vulnerabile, e quando arriva a 0 il mostro rimane incosciente e indifeso per un turno.

## Trama
Il gioco si svolge nel continente di Orsterra, diviso in otto regioni fisiche e in parecchi regni e principati, ma unificato culturalmente dal culto dei dodici dèi di Orsterra. All'inizio della partita il giocatore deve scegliere uno degli otto personaggi principali (uno per regione), ciascuno dei quali sta per imbarcarsi in un viaggio avventuroso; completato il primo capitolo legato al protagonista prescelto, sarà possibile arruolare anche gli altri personaggi e portarne avanti le rispettive trame, in ordine libero.
Gli otto protagonisti sono:
- Olberic Eisenberg il milite: un tempo un paladino del regno di Visburgo, Olberic si è ritirato a vita privata dopo che il suo migliore amico e commilitone, ser Erhardt, ha assassinato il loro re e condannato il reame alla rovina. Dopo otto anni trascorsi nell'ombra, Olberic decide di rintracciare Erhardt e far luce sul suo crimine.
- Cyrus Albright lo studioso: un rinomato mago e scienziato, Cyrus scopre che dalla sua accademia è stato rubato un raro volume di negromanzia, Dai profondi recessi dell'inferno. Preoccupato, egli si mette sulle tracce dei ladri, prima che qualcuno metta in pratica la nefanda dottrina del libro.
- Therion il furfante: un famigerato scassinatore, Therion è in cerca delle quattro Dragoniti, gemme incantate dai poteri prodigiosi. Le Dragoniti, però, sono famose in tutta Orsterra e Therion dovrà contenderle ad altri cacciatori di tesori.
- Ophilia Clement l'ecclesiasta: una sacerdotessa di Aelfric, il re degli dèi di Orsterra, Ophilia deve portare in pellegrinaggio il simulacro del dio, la Sacra Fiamma.
- Primrose Azelhart l'artista: rampolla di una nobile casata, Primrose è caduta in miseria da ragazzina, dopo che suo padre Geoffrey è stato ucciso da un trio di criminali. Costretta a sopravvivere come ballerina e prostituta, la giovane vagabonda per Orsterra in cerca degli assassini di suo padre, assetata di vendetta.
- Alfyn Greengrass lo speziale: un giovane farmacista itinerante, Alfyn viaggia per Orsterra in cerca di malati da guarire, deciso ad aiutare gli altri come lui stesso era stato curato, in tenera età, da un esperto speziale.
- Tressa Colzione la mercante: erede di un piccolo negozio, Tressa decide di abbandonare il suo borgo natale e vivere per un periodo da commessa viaggiatrice, così da conoscere in prima persona i popoli e i prodotti di Orsterra.
- H'aanit la cacciatrice: figlia adottiva di Z'aanta, il più famoso cacciatore di Orsterra, H'aanit ha imparato da lui l'arte di braccare, abbattere e domare i mostri. Da più di un anno, però, Z'aanta sta tallonando invano il Redeye, una bestia senza uguali che terrorizza il continente, pertanto H'aanit decide di raggiungere il padre e dargli manforte.

Terminate le otto trame principali il giocatore potrà svolgere parecchie avventure secondarie; in alcune di esse gli otto personaggi incontreranno la misteriosa dama Lybalac, che li attirerà oltre il Cancello di Finis – la porta dell'aldilà di Orsterra. Qui i protagonisti scopriranno che Lybalac è una semidea figlia di Galdera, il dio caduto del pantheon di Orsterra, esiliato negli inferi per aver tentato di distruggere la Creazione; da tempo immemore Lybalac cerca di liberare suo padre, e proprio le sue macchinazioni hanno messo in moto le avventure dei personaggi principali. Decisi a proteggere il loro mondo, i protagonisti affrontano il nuovo corpo fisico di Galdera, lo annientano e risigillano il Cancello di Finis, intrappolando il dio maligno una volta per tutte.

## Sviluppo e distribuzione
Octopath Traveler fu annunciato il 13 gennaio 2017, con il titolo Project Octopath Traveler. Una demo giocabile venne rilasciata sul Nintendo eShop il 13 settembre 2017, e la seconda il 14 giugno 2018. La seconda demo comprendeva migliorie nelle meccaniche, tutti gli otto personaggi giocabili, nonché il trasferimento dei dati salvati al gioco completo. Il gioco è stato distribuito in tutto il mondo il 13 luglio 2018. È stata distribuita un'edizione speciale, comprendente la colonna sonora del gioco, una replica della moneta corrente di Orsterra, un libro pop up e una mappa.
Il progetto venne avviato dai produttori Masashi Takahashi e Tomoya Asano, che precedentemente avevano diretto la serie di Bravely Default. Acquire è stata scelta come partner di sviluppo per il gioco basandosi sul lavoro precedente sulla serie What Did I Do to Deserve This, My Lord?. Durante lo sviluppo, per perfezionare l'estetica "HD-2D", sono state prese in considerazione varie opzioni grafiche, come la profondità, la risoluzione, la saturazione, nonché altre feature come l'acqua, che si discuteva se dovesse essere fotorealistica o in pixel. Gli otto protagonisti, quattro di sesso maschile, e quattro di sesso femminile, sono stati scelti per assicurare molte possibili combinazioni. Nella demo, Olberic e Primrose furono scelti come protagonisti, dato che le loro storie cominciavano in un posto simile, e gli sviluppatori vollero che le persone potessero reclutare gli altri personaggi dopo aver finito la storia. A detta di Takahashi, non è in programma nessun contenuto scaricabile o altri tipi di contenuto post-uscita.
A Marzo 2021 il gioco arriva su Xbox Game Pass e a Giugno 2024 esce su PS4 e PS5.

## Accoglienza

### Vendite
Durante le prime due settimane dall'uscita del gioco, Square Enix ha pubblicato un messaggio di scuse dopo che molte persone in Giappone non erano riuscite ad acquisire una copia fisica del gioco, a causa delle scarse quantità presenti nei negozi. A due mesi dalla pubblicazione del titolo, sono state vendute in Giappone un totale di 188 238 copie fisiche. Agli inizi di Agosto 2018, il gioco ha venduto oltre un milione di copie in tutto il mondo. A Gennaio 2019, ha venduto oltre 1.5 milioni di copie, tra edizione fisica e quella digitale. A Marzo 2020 il gioco supera le due milioni di copie vendute e a Febbraio 2021 supera i due milioni e mezzo.

### Giudizio della critica
| Testata                         | Giudizio |
| ------------------------------- | -------- |
| Metacritic (media al 15-1-2019) | 83/100   |
| Destructoid                     | 7,5/10   |
| Famitsū                         | 36/40    |
| GameSpot                        | 8/10     |
| IGN                             | 9,3/10   |
| Metro                           | 4/5      |

Octopath Traveler ha ricevuto recensioni «generalmente positive» secondo Metacritic. Jeremy Parish, di Polygon, ha descritto il gioco come «quel magico RPG di cui il Nintendo Switch aveva bisogno». Peter Brown, di GameSpot, ha elogiato il titolo per il suo «innovativo sistema di combattimento» e per lo sviluppo e la rappresentazione dei personaggi, notando però che il punto debole del gioco fosse rappresentato dalle storie «fiacche» e «ripetitive» degli otto personaggi giocabili.

### Premi e riconoscimenti
- 2018 – Candidato come "Miglior RPG" ai Game Critics Awards[31]
- 2018 – Candidato per "Miglior narrazione" ai Golden Joystick Awards[32]
- 2018 – "Videogioco di Nintendo dell'anno" ai Golden Joystick Awards[33]
- 2018 – Candidato per "Miglior direzione artistica", "Miglior colonna sonora" e come "Miglior gioco di ruolo" ai The Game Awards 2018[34]
- 2018 – Candidato come "Gioco di ruolo preferito dai fan" ai Gamers' Choice Awards[35]
- 2018 – "Gioco mobile/portatile dell'anno" agli Australian Games Awards[36]
- 2019 – Candidato per "Miglior musica in un gioco" ai New York Game Awards[37]

## Sequel
A Ottobre 2023 esce Octopath Traveller II.